# Dollar (Écosse)
Pour les articles homonymes, voir Dollar (homonymie).
Dollar (Dolair en gaélique écossais) est un village du comté de Clackmannan en Écosse. Il compte parmi les bourgades des Hillfoots, qui se situent entre les Ochil Hills au nord et la rivière Devon au sud.

## Économie

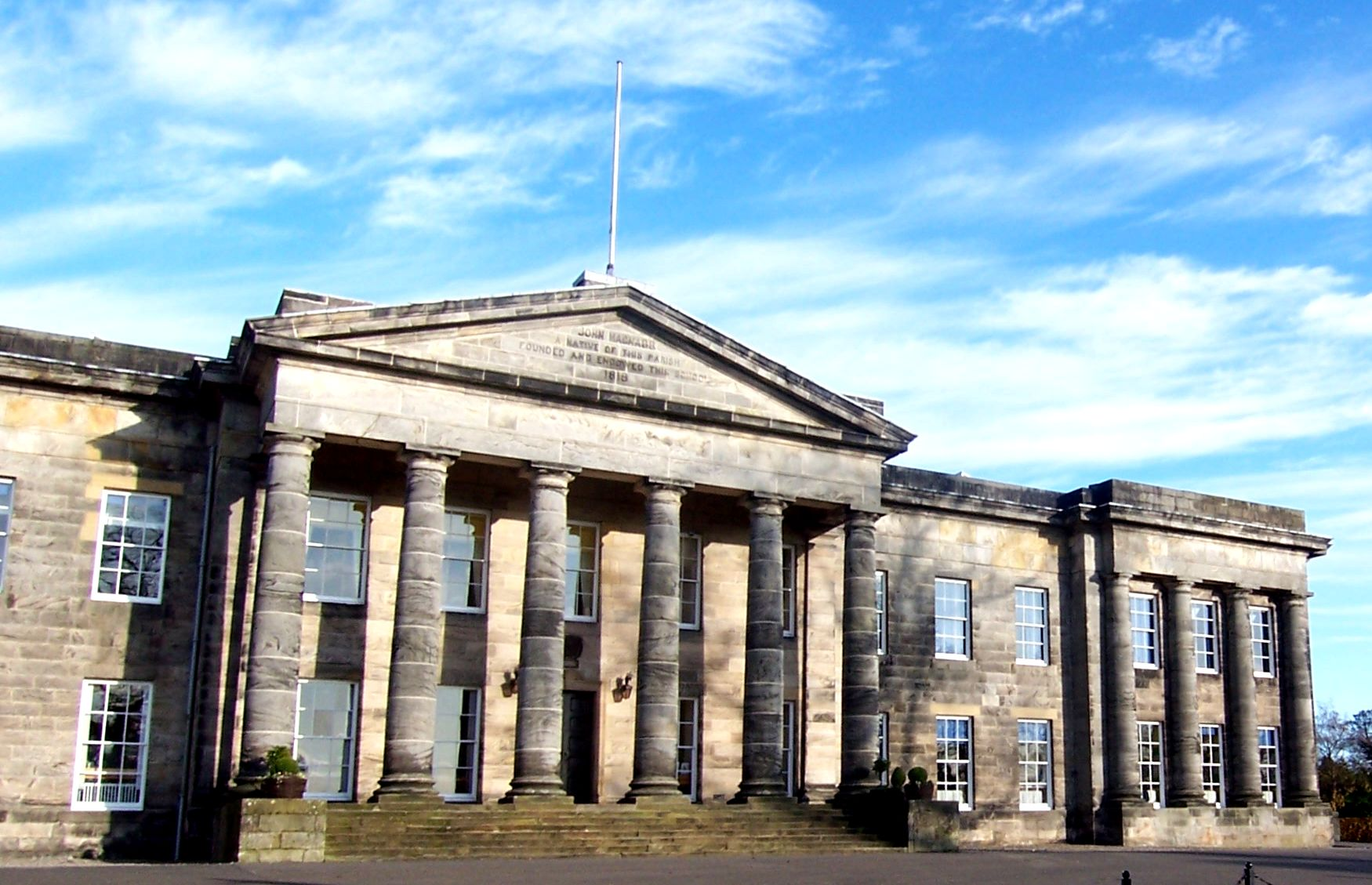
Dollar Academy

Bien que Dollar soit aujourd'hui une ville-dortoir pour les personnes travaillant à Stirling, Glasgow ou Édimbourg, elle a longtemps été une ville industrielle.
Au XVIIIe siècle, on tenta d'extraire du plomb et du cuivre des roches du Dollar Glen sans toutefois arriver à en produire suffisamment pour que cela devienne rentable. L'exploitation des mines de charbon de l'Upper Hirst commença à peu près à la même période et servit à alimenter les centrales électriques de Kincardine et de Longannet jusqu'en 1973.
Comme pour toutes les bourgades des Hillfoots, l'industrie textile joua un rôle majeur dans le développement de la ville.
La brasserie Harviestoun (en) débuta sa production à Dollar en 1985 avant de s'installer à Alva.
Grâce à la présence de la Dollar Academy, une école privée renommée, la ville attire une population jeune et des familles aisées, ce qui la distingue des autres bourgades des Hillfoots.
Dollar est jumelée avec la ville française de La Ville-aux-Dames près de Tours en Indre-et-Loire.

## Tourisme

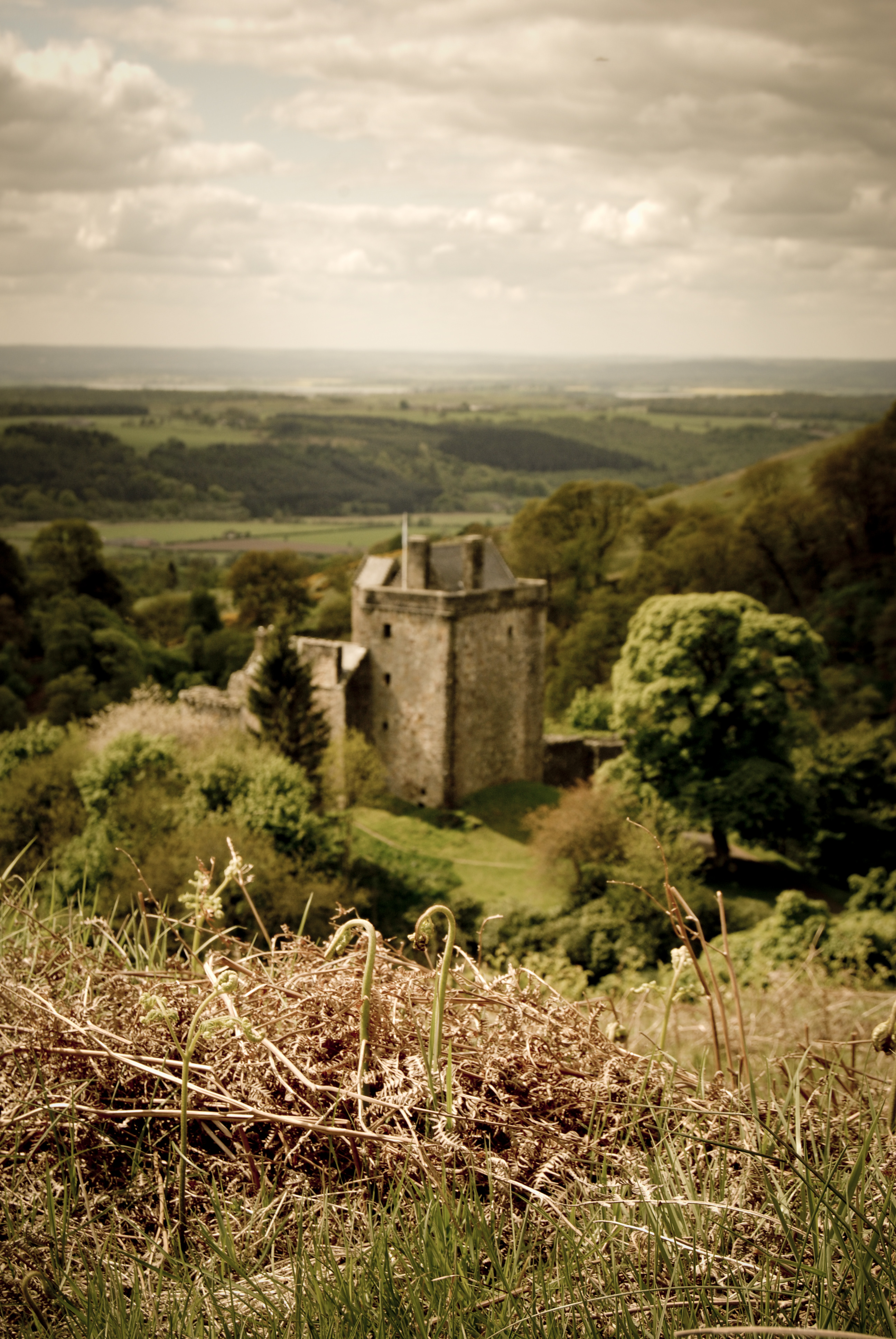
Le château Campbell

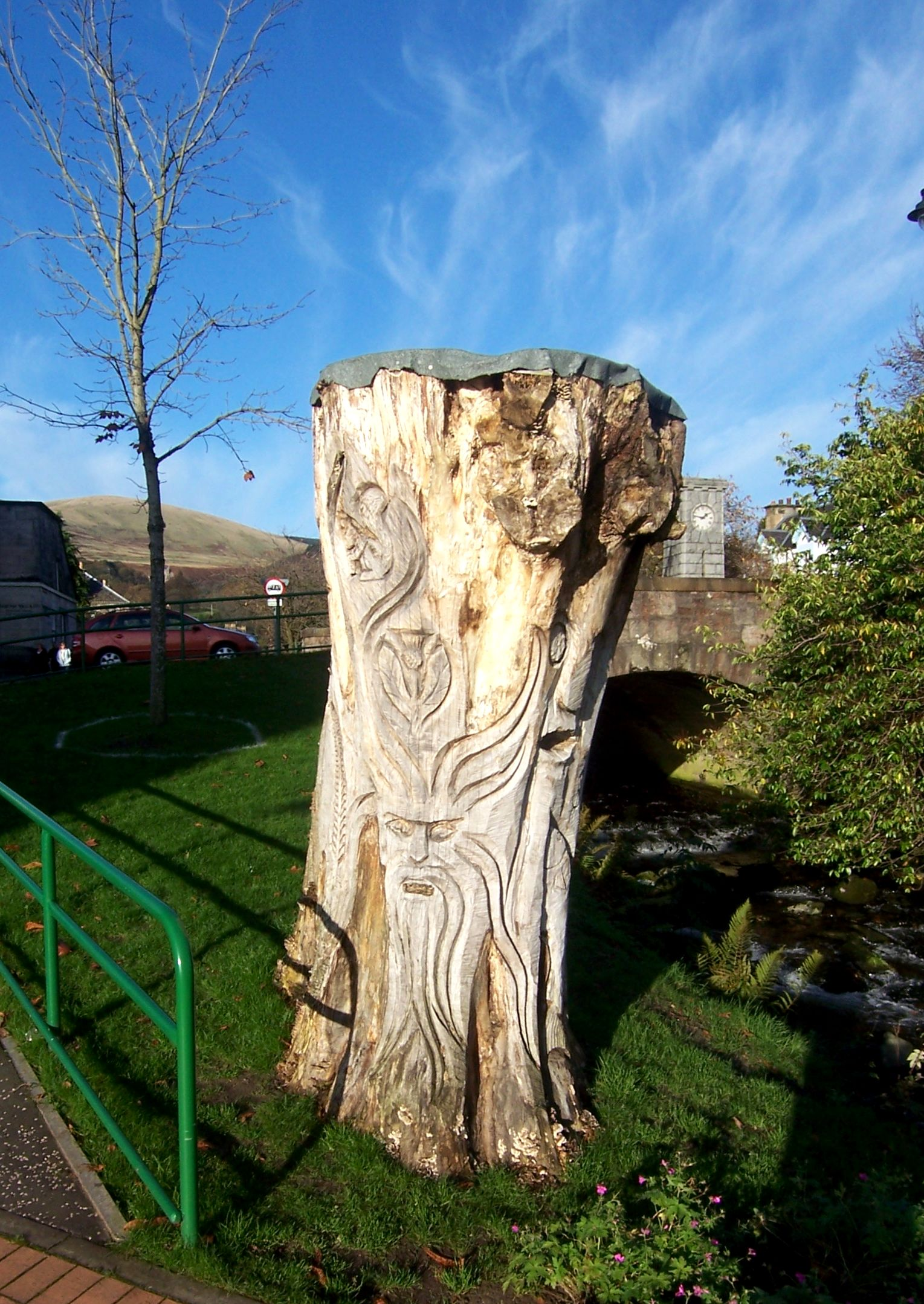
Une sculpture sur tronc au bord du burn

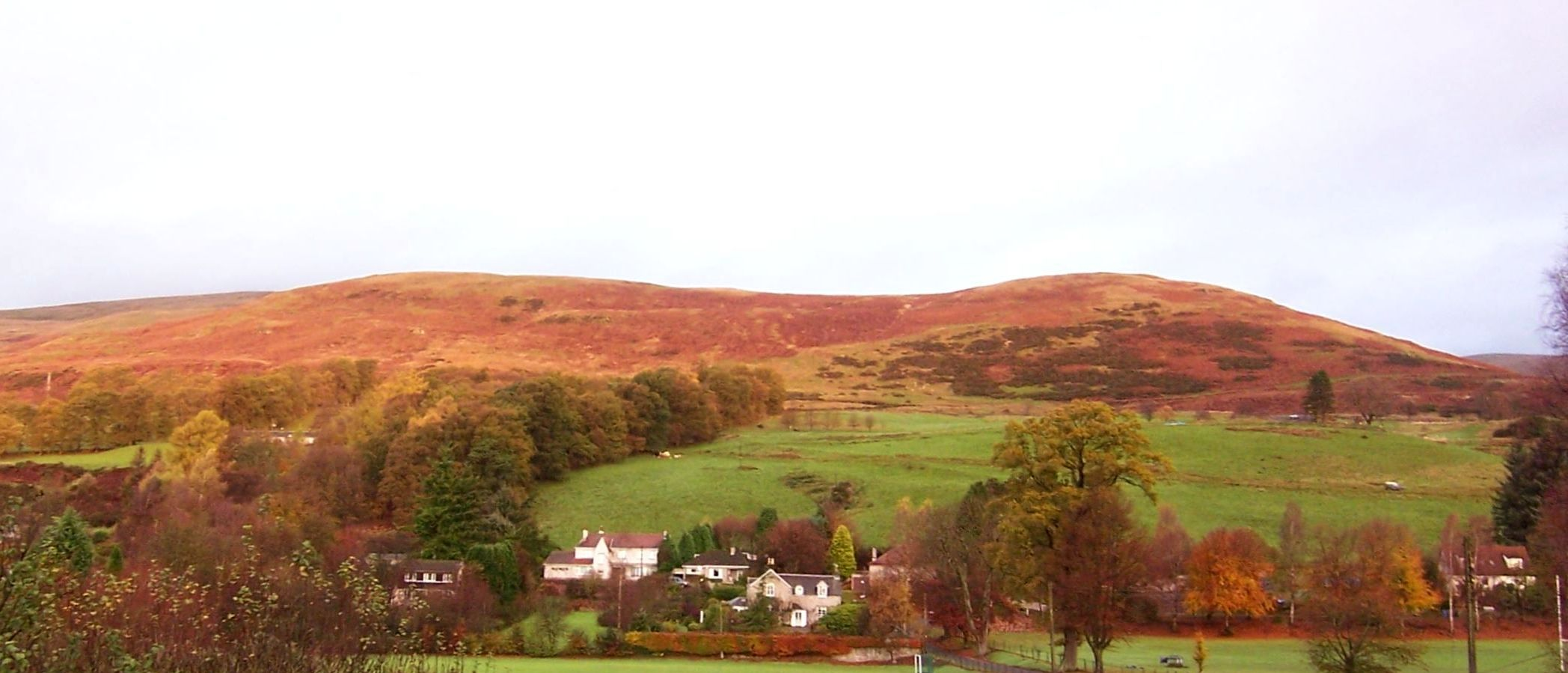
Bank Hill en automne

La principale attraction touristique de Dollar est le château Campbell, également appelé château Gloom. Construit il y a plus de 500 ans, il fut la résidence des ducs d'Argyll dans les lowlands dans laquelle résida un temps Marie Stuart. On peut accéder au château soit à pied par un sentier de randonnée pédestre à travers le glen, soit en voiture en empruntant Castle Road.
Le musée de Dollar, géré par des bénévoles, expose au public une collection d'objets racontant l'ancienne ligne de chemin de fer de Devon Valley qui fut fermée en 1970.
La prairie de Mill Green se situe à l'orée du glen. Il existe de nombreux terrains de sport, un parcours de golf à 18 trous, un club de tennis, un club de squash et un club de cricket. Les Ochill Hills, qui surplombent Dollar, sont idéales pour la pratique du VTT. La proximité de la rivière Devon permet, quant à elle, la pêche en eau douce.
Il y a deux églises à Dollar, l'une appartenant à l'Église d'Écosse et l'autre à Église épiscopalienne écossaise.

## Divers
Dollar compte parmi les cinq villages choisis par R. Murray Schafer et son équipe pour son projet et étude de paysages sonores intitulé Five Villages Soundscapes (1977).